# Narcotic Wasteland
Narcotic Wasteland ist eine US-amerikanische Technical- und Brutal-Death-Metal-Band aus Taylors, South Carolina, die 2011 gegründet wurde.

## Geschichte
Die Gruppe begann als Nebenprojekt des Gitarristen und Sängers Dallas Toler-Wade. Toler-Wade kannte den Gitarristen und Sänger Edwin „Ed“ Rhone bereits seit 1991 aufgrund von Jam-Sessions und einer gemeinsamen Bandaktivität, wodurch sie sich befreundet hatten. 2011 kam durch Rhone der Bassist und Sänger Chris „Lutachrist“ Dupre hinzu, was zur Gründung von Narcotic Wasteland führte. Die nächsten zwei Jahre suchte die Band nach einem passenden Schlagzeuger, den sie durch eine Empfehlung des Nile-Schlagzeugers George Kollias in Erik Schultek fanden. Nachdem 2014 ein selbstbetiteltes Debütalbum veröffentlicht worden war, verließ Schultek noch im selben Jahr die Band. Kurze Zeit später wurde er durch Phil Cancilla, einen Facebook-Freund Schulteks, nach kurzem Vorspielen vor Toler-Wade ersetzt. Letzterer stieg im Oktober 2016 bei seiner damaligen Hauptband Nile aus und konzentrierte sich nun verstärkt auf Narcotic Wasteland. Nach Verhandlung mit mehreren Plattenfirmen unterzeichnete die Gruppe einen Vertrag bei Megaforce Records. Hierüber erschien am 13. Oktober 2017 das zweite Album Delirium Tremens, worauf die Besetzung neben Toler-Wade aus Dupre, Rhone und Cancilla besteht. Vier der zwölf Lieder waren von Toler-Wade geschrieben worden, bevor er Nile verlassen hatte, während die anderen acht von Anfang 2017 bis März des Jahres von ihm vollendet worden waren. Das Album war bei Vegas View Recording und in Toler-Wades Heimstudio aufgenommen worden. Anschließend war es von Neil Kernon abgemischt und von Alan Douches bei West Side Music gemastert worden. Am 21. Oktober 2017 begann in Greenville, South Carolina, eine Tour durch Nordamerika mit Auftritten in ca. 20 Städten, die am 9. Dezember 2017 in Orlando, Florida, endete. Dies stellte die erste Tournee der Gruppe dar. Bei der Tour spielte die Gruppe teilweise zusammen mit Dreaming Dead sowie Extinction Level Event.

## Stil
Sebastian Schilling vom Rock Hard bezeichnete die Musik von Delirium Tremens als technisch anspruchsvollen Death Metal, der an den von Nile erinnere, wobei Narcotic Wasteland jedoch breiter aufgestellt sei. Die Gruppe orientiere sich vor allem am Stil der 1990er Jahre, blicke jedoch auch über den „Genre-Tellerrand“. Die Texte würden meist von Drogensucht und -missbrauch handeln. Im Interview mit ihm gab Toler-Wade an, dass die Musik für ihn einfach nur Metal ist, und dass er nur das spiele, was ihn emotional bewege. Eine Ausgabe zuvor hatte Patrick Schmidt das Album rezensiert und die Musik als brutalen und technisch anspruchsvollen Death Metal charakterisiert. Die Songs klängen von Suffocation, Misery Index und Dying Fetus beeinflusst, lasse jedoch Innovatives vermissen. Thematisch befasse man sich mit der Drogenwelle, die momentan über die USA hinwegrolle. Die Lieder seien zudem meist sehr schnell, an Struktur mangele es ihnen dabei aber häufig. Stephan Möller von Metal.de bezeichnete die Musik ebenfalls als „technisch-brutalen Death Metal“ und verglich sie mit Nile, nur ohne Karl Sanders. Auch wenn man das Thema Drogen behandele, sei Narotic Wasteland keine Stoner-Metal-Band. Des Weiteren verzichte man lyrisch und musikalisch – im Gegensatz zu Nile – auf Themen wie Ägyptologie und H.P. Lovecraft. Die Songs gerieten dadurch geradliniger und direkter als bei Nile.

## Diskografie
- 2014: Narcotic Wasteland (Album, Eigenveröffentlichung)
- 2017: Delirium Tremens (Album, Megaforce Records)